# Anuja (película)
Anuja es un cortometraje estadounidense en hindi de 2024, escrito y dirigido por Adam J. Graves, un filósofo convertido en cineasta. Protagonizado por Sajda Pathan, Ananya Shanbhag y Nagesh Bhonsle, el cortometraje narra la historia de una talentosa niña de nueve años que, junto con su hermana Palak, enfrenta una oportunidad que cambiará sus vidas, pondrá a prueba su vínculo y reflejará las luchas de las niñas en todo el mundo. El proyecto es una colaboración entre Graves y su esposa, Suchitra Mattai, una artista visual de ascendencia del sur de Asia que trabajó como productora. Se estrenó el 17 de agosto de 2024 en el Festival de Cine HollyShorts.
El 23 de enero de 2025, fue nominado a Mejor Cortometraje en la 97.ª edición de los Premios Óscar. Fue puesto disponible para streaming en Netflix a partir del 5 de febrero de 2025.

## Sinopsis
Cuando Anuja, una talentosa niña de 9 años que trabaja en una fábrica de ropa en Delhi, India, recibe la rara oportunidad de asistir a la escuela, se enfrenta a una decisión desgarradora que cambiará su futuro y el de su hermana Palak.

## Elenco
- Sajda Pathan como Anuja
- Ananya Shanbhag como Palak
- Nagesh Bhonsle como el señor Verma
- Gulshan Walia Sr. Mishra
- Sushil Parwana como jefe de piso
- Sunita Bhadauria como compradora amistosa
- Rudolfo Rajeev Hubert como gerente de tienda
- Jugal Kishore como guardia de seguridad
- Pankaj Gupta como comprador

## Producción
La película fue desarrollada y filmada con el apoyo de varios socios comunitarios, como Salaam Baalak Trust, una organización india no gubernamental y sin fines de lucro que brinda apoyo a niños de la calle y trabajadores en Delhi-NCR. Shine Global, una compañía de producción sin fines de lucro, se unió al equipo para colaborar en la campaña de impacto social de la película.
En octubre de 2024, Guneet Monga se incorporó al equipo de producción como productora ejecutiva. En noviembre de 2024, Mindy Kaling se unió como productora.
En enero de 2025, Priyanka Chopra Jonas se unió a la película como productora ejecutiva.
El colorista de la película es Aaryaman Kutty.